# Baltazar Aguirre
Baltazar Aguirre (San Miguel de Tucumán, 6 de enero de 1809 - Buenos Aires, septiembre de 1881) Hijo de Juan de Dios Aguirre, peruano, propietario de una pulpería en la ciudad, y Francisca Ponce de León.

## Biografía
Hizo amistad con Juan Bautista Alberdi, quien usó el carruaje de Aguirre para su viaje de regreso a Tucumán, en 1834. Fue elegido miembro de la Sala de Representantes en 1840, y se adhirió a la Liga del Norte contra Rosas. Destrozada la coalición en la derrota de Famaillá (1841), debió exiliarse en Lima. No tuvo suerte en sus empresas, y vivió con problemas de deudas. Propietario de un cañaveral en la zona de Floresta, quiso renovar a fondo rústica industria azucarera. Para ello adquirió, en Londres, las máquinas a vapor necesarias para instalar un ingenio moderno. Como tales equipos estaban al llegar y aún no se trasladó a Entre Ríos, y ofreció al general Urquiza ese negocio. Acordó que el general afrontaba el pago de las máquinas, mientras Aguirre aportaba su finca de caña y algo del flete de aquellas desde Rosario a Tucumán, además de organizar la instalación. En un ímprobo esfuerzo, las máquinas fueron transportadas a Tucumán a lomo de mula, ya que todavía no existía el ferrocarril. Los franceses Luis Dode y Julio Delacroix instalaron el ingenio, junto al cañaveral de Floresta, al oeste de la ciudad. Si bien llegó a fabricar azúcar, dificultades posteriores detuvieron la tarea, hacia 1867. Además de una serie de contratiempos técnicos, se vio enredado en desinteligencias con los contadores de Urquiza. Finalmente la experiencia terminó y las máquinas fueron vendidas por partes.
Por esta razón se lo considera como el pionero de la industria azucarera en Tucumán.
Murió pobre y enfermo en septiembre de 1881 en el Hospital Español de Buenos Aires.